# Draft BAA 1949
Il Draft BAA 1949 si è svolto il 21 marzo 1949 a New York in 8 turni più due scelte territoriali, con in totale 73 giocatori selezionati. Questo fu il terzo e ultimo draft della Basketball Association of America (BAA) prima della fusione con la National Basketball League (NBL), dalla quale nacque la National Basketball Association (NBA). Howie Shannon fu la prima scelta, sebbene Vern Mikkelsen e Ed Macauley furono scelti prima di lui dalle loro franchigie come scelte territoriali.

## Scelte territoriali
|  | = Hall of Fame |
|  | = All-Star     |

| Scelta | Giocatore      | Nazionalità | Squadra BAA        | Scuola/ex squadra |
| ------ | -------------- | ----------- | ------------------ | ----------------- |
|        | Vern Mikkelsen | Stati Uniti | Minneapolis Lakers | Hamline           |
|        | Ed Macauley    | Stati Uniti | St. Louis Bombers  | St. Louis         |

## Giocatori scelti al 1º giro
| Scelta | Giocatore       | Nazionalità | Squadra NBA             | Scuola/ex squadra |
| ------ | --------------- | ----------- | ----------------------- | ----------------- |
| 1      | Howie Shannon   | Stati Uniti | Providence Steamrollers | Kansas State      |
| 2      | Alex Groza      | Stati Uniti | Indianapolis Olympians  | Kentucky          |
| 3      | Bob Harris      | Stati Uniti | Fort Wayne Pistons      | Oklahoma State    |
| 4      | George Kaftan   | Stati Uniti | Boston Celtics          | Holy Cross        |
| 5      | Vern Gardner    | Stati Uniti | Philadelphia Warriors   | Utah              |
| 6      | Ron Livingstone | Stati Uniti | Baltimore Bullets       | Wyoming           |
| 7      | Dick McGuire    | Stati Uniti | New York Knicks         | St. John's        |
| 8      | Wah Wah Jones   | Stati Uniti | Washington Capitols     | Kentucky          |
| 9      | Ralph Beard     | Stati Uniti | Chicago Stags           | Kentucky          |
| 10     | Frank Saul      | Stati Uniti | Rochester Royals        | Seton Hall        |

## Giocatori scelti al 2º giro
| Scelta | Giocatore      | Nazionalità | Squadra NBA             | Scuola/ex squadra |
| ------ | -------------- | ----------- | ----------------------- | ----------------- |
| 11     | Paul Courty    | Stati Uniti | Providence Steamrollers | Oklahoma          |
| 12     | Leo Barnhorst  | Stati Uniti | Indianapolis Olympians  | Notre Dame        |
| 13     | John Oldham    | Stati Uniti | Fort Wayne Pistons      | Western Kentucky  |
| 14     | Tony Lavelli   | Stati Uniti | Boston Celtics          | Yale              |
| 15     | Johnny Orr     | Stati Uniti | St. Louis Bombers       | Beloit            |
| 16     | Jim Nolan      | Stati Uniti | Philadelphia Warriors   | Georgia Tech      |
| 17     | Roger Wiley    | Stati Uniti | Baltimore Bullets       | Oregon            |
| 18     | Harry Gallatin | Stati Uniti | New York Knicks         | NE Missouri State |
| 19     | Red Owens      | Stati Uniti | Washington Capitols     | Baylor            |
| 20     | Jack Kerris    | Stati Uniti | Chicago Stags           | Loyola (IL)       |
| 21     | Bob Harrison   | Stati Uniti | Minneapolis Lakers      | Michigan          |
| 22     | Jack Coleman   | Stati Uniti | Rochester Royals        | Louisville        |

## Giocatori scelti nei giri successivi con presenze nella NBA
| Scelta | Giocatore        | Nazionalità | Squadra NBA             | Scuola/ex squadra   |
| ------ | ---------------- | ----------- | ----------------------- | ------------------- |
| -      | Harry Donovan    | Stati Uniti | New York Knicks         | Muhlenberg          |
| -      | Paul Gordon      | Stati Uniti | Baltimore Bullets       | Notre Dame          |
| -      | Joe Mullaney     | Stati Uniti | Boston Celtics          | Holy Cross          |
| -      | Dike Eddleman    | Stati Uniti | Chicago Stags           | Illinois            |
| -      | Fred Schaus      | Stati Uniti | Fort Wayne Pistons      | West Virginia       |
| -      | Mac Otten        | Stati Uniti | Indianapolis Olympians  | Bowling Green State |
| -      | Ernie Vandeweghe | Canada      | New York Knicks         | Colgate             |
| -      | Nelson Bobb      | Stati Uniti | Philadelphia Warriors   | Temple              |
| -      | Ed Leede         | Stati Uniti | Providence Steamrollers | Dartmouth           |
| -      | Jerry Nagel      | Stati Uniti | Fort Wayne Pistons      | Loyola (IL)         |
| -      | Bob Evans        | Stati Uniti | Indianapolis Olympians  | Butler              |
| -      | Warren Perkins   | Stati Uniti | Providence Steamrollers | Tulane              |
| -      | Ray Corley       | Stati Uniti | Providence Steamrollers | Georgetown          |
| -      | Earl Dodd        | Stati Uniti | St. Louis Bombers       | Truman State        |
| -      | Cliff Barker     | Stati Uniti | Washington Capitols     | Kentucky            |
| -      | Don Boven        | Stati Uniti | Indianapolis Olympians  | Western Michigan    |
| -      | John Pritchard   | Stati Uniti | St. Louis Bombers       | Drake               |
| -      | Duane Klueh      | Stati Uniti | Boston Celtics          | Indiana State       |
| -      | Bob Royer        | Stati Uniti | Providence Steamrollers | Indiana State       |
| -      | Mal McMullen     | Stati Uniti | Baltimore Bullets       | Xavier              |
| -      | Paul Walther     | Stati Uniti | Minneapolis Lakers      | Tennessee           |
| -      | Marv Schatzman   | Stati Uniti | St. Louis Bombers       | Saint Louis         |